# Kanjilo
Karaeng Kanjilo (auch Karrilikio oder Camiliquio, * 1598; † 18. Mai 1641), auch bekannt als Sultan Abdul Jafar Mudhaffar und unter dem Ehrennamen Tumammaliang ri Timoroq, war ein muslimischer Herrscher von Tallo, im Süden von Sulawesi.
Kanjilo wurde als Sohn von Karaeng Matoaya und seiner Frau I Karaeng ri Naung geboren. Kanjilo war verheiratet mit I Daeng Kalling († 30. März 1631), einer Tochter von Karaeng Barombong, einem Adligen von Gowa. 1623 übernahm Kanjilo die Herrschaft von seinem Vater, der noch bis seinem Tode 1636 als Berater für seinen Sohn fungierte.
In der lokalen Geschichtsschreibung von Makassar wird nur wenig über Kanjilo berichtet. Der Verfasser der Talloq Chroniken beschreibt Kanjilo als mehr mutig, als klug. Unklar ist die Bedeutung, dass Kanjilo von Sultan Malikussaid, dem übergeordneten Herrscher von Gowa, im Dezember 1640 zur Rückkehr in das Doppelreich Gowa-Tallo aufgefordert wurde und Kanjilo das verweigerte. Stattdessen segelte Kanjilo am 15. Januar 1641 mit 150 Schiffen und 7000 Mann zu einer Militärexpedition ab. Zunächst überfiel er die portugiesische Festung Larantuka auf Flores, bevor er portugiesische und einheimische Orte auf Timor plünderte. Ob der Adligen (tumailalang) Karaeng Cenrana aus Gowa, ihm nachsegelte, um Kanjilo zu unterstützen oder ihn zurückzuholen ist auch nicht klar. Drei Monate lang raubte Kanjilo die Nord- und Südküste Timors aus, bevor er sich wieder zurückzog. Zwei Herrscher auf Timor hatten sich seiner Herrschaft unterstellt und einige Timoresen hatten den muslimischen Glauben angenommen.
Einer der zerstörten Orte war Mena. Hier floh die muslimische Besatzungsmacht, als António de São Jacinto, Dominikaner und portugiesischer Generalvikar von Solor mit einer Streitmacht den Ort erreichte. Die Witwe des Königs von Mena konvertierte zum Christentum und Mena wurde eine der Keimzellen der Christianisierung und Ausdehnung der portugiesischen Herrschaft auf Timor.
Am 7. Mai 1641 kam Kanjilo wieder in Tallo an, verstarb aber nur elf Nächte später. Sein Bruder Karaeng Pattingalloang wurde neuer Herrscher von Tallo. Kanjilos Sohn Tumamenang ri Lampana folgte nach dem Tod seines Onkels 1654 auf den Thron.

## Nachkommen
- Karaeng ri Tangallaq Sitti Maradiah (Tochter), * 1615
- I Daeng Niaq (Tochter mit einer Sklavin), * 1631
- I Daeng Tasannging/I Lita/Karaeng Bontosunggu  (Sohn), heiratete 1633
- Tumamenang ri Lampana Harrunarasyid (Sohn), * 3. November 1640, Herrscher von Tallo von 1654 bis 1673[2]